# Jmol
Jmol é um visualizador open-source em Java de estruturas químicas em 3D. O Jmol se volta como uma ferramenta de representação, em 3D, de uma molécula, que pode ser utilizado como uma ferramenta de ensino, por exemplo, ou para pesquisas em química e bioquímica. É um software livre e aberto, escrito em Java e por isso, o software roda em Windows, Mac OS X, Linux e Unix. Existe uma aplicação autônoma e um kit de ferramentas de desenvolvimento que podem ser integrados em outras aplicações Java. A característica mais notável é um applet que pode ser integrado em páginas da Web para exibir as moléculas em uma variedade de maneiras. Por exemplo, as moléculas podem ser exibidos como modelos de "bastão e bola", por enchimento, por fita e etc. Jmol suporta uma ampla gama de formatos de arquivos moleculars, incluindo o formato Protein Data Bank (PDB), Crystallographic Information File (CIF), MDL Molfile (mol), e Chemical Markup Language (CML).
O Jmol applet, entre outros recursos, oferece uma alternativa para o plug-in Chime, que não se encontra mais em desenvolvimento. Enquanto o Jmol tem muitas características que não estão disponíveis no Chime, não tem a pretensão de reproduzir todas as funcionalidades Chime (sobretudo, o modo alerta de escultura). Chime requer um plug-in de instalação e os seguintes navegadores: Internet Explorer 6.0 ou Firefox 2.0 no Microsoft Windows, ou OS 9/Netscape Communicator 4,8 no Macintosh.O Jmol necessita de instalação Java e opera em uma ampla variedade de plataformas. Por exemplo, Jmol é totalmente funcional no Mozilla Firefox, Internet Explorer, Opera e Google Chrome no Microsoft Windows, no Mozilla Firefox em Linux, e no Safari no Mac OS X.

## Fotos

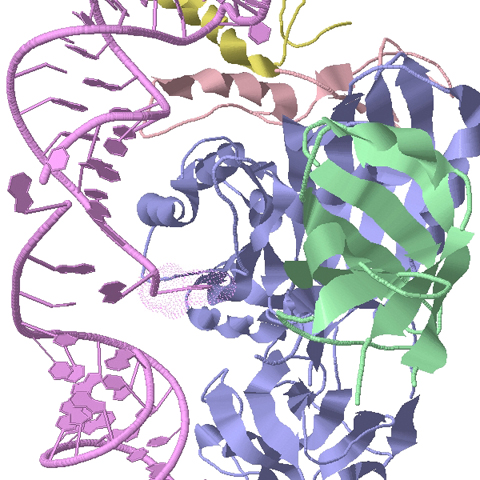
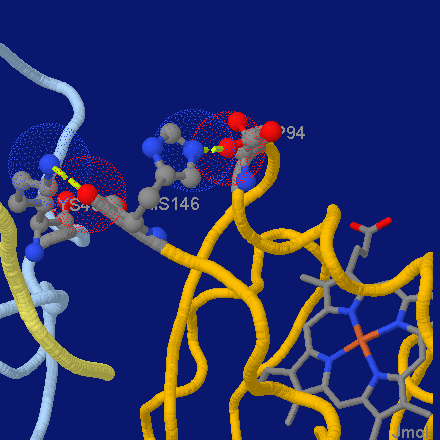
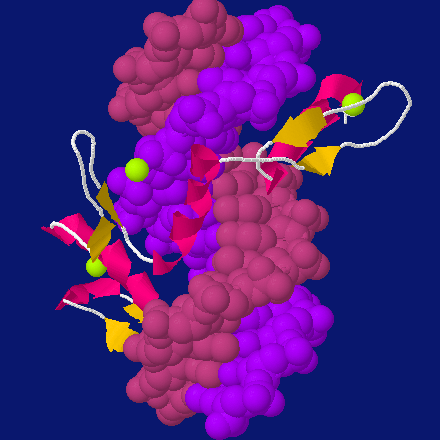
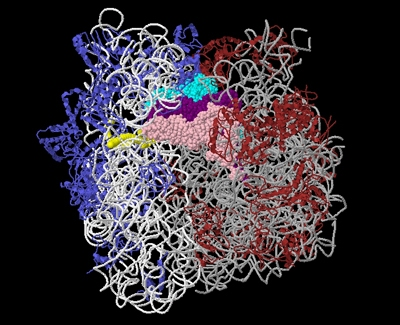